# Angela saussurii
Angela saussurii es una especie de mantis de la familia Mantidae.

## Distribución geográfica
Se encuentra en Brasil Guayana Francesa, Surinam y Venezuela.